# Rancho el Oxco
Rancho el Oxco är en ort i kommunen Otzolotepec i delstaten Mexiko i Mexiko. Samhället hade 592 invånare vid folkräkningen år 2020.